# Nanxing, Guangdong
Nanxing (kinesiska: 南兴) är en köping i sydöstra Kina. Den ligger i Leizhou i staden Zhanjiang i provinsen Guangdong, omkring 420 kilometer sydväst om provinshuvudstaden Guangzhou. Antalet invånare är 82 944. Befolkningen består av 40 325 kvinnor och 42 619 män. Barn under 15 år utgör 27,0 %, vuxna 15-64 år 64 %, och äldre över 65 år 8,0 %.